# Lilia Dabija
Lilia Dabija (ur. 17 października 1982) – mołdawska prawnik i urzędniczka państwowa, od 2023 minister infrastruktury i rozwoju regionalnego.

## Życiorys
W 2006 ukończyła studia z prawa cywilnego na Wolnym Uniwersytecie Międzynarodowym w Kiszyniowie. Była zatrudniona jako prawnik w ministerstwie sprawiedliwości i krajowej agencji celnej, a także wykładowczyni prawa celnego w instytucie szkolącym sędziów i prokuratorów. Pracowała jako konsultant i ekspert przy projektach międzynarodowych z zakresu konkurencyjności i rozwoju gospodarczego organizowanych m.in. przez Bank Światowy i United States Agency for International Development. Pod koniec 2021 objęła funkcję dyrektor generalnej w ministerstwie infrastruktury i rozwoju regionalnego. W lutym 2023 została szefem tego resortu w rządzie Dorina Receana (jako bezpartyjna).